# New York City Marathon 1989
De New York City Marathon 1989 werd gelopen op zondag 5 november 1989. Het was de twintigste editie van deze marathon.
De Tanzaniaan Juma Ikangaa kwam bij de mannen als eerste over de streep in 2:08.01. De Noorse Ingrid Kristiansen won bij de vrouwen in 2:25.30.
In totaal finishten 24.659 marathonlopers de wedstrijd, waarvan 19.971 mannen en 4688 vrouwen.

## Uitslagen

### Mannen
| rang   | naam              | land | tijd    |
| ------ | ----------------- | ---- | ------- |
| Goud   | Juma Ikangaa      | TAN  | 2:08.01 |
| Zilver | Ken Martin        | USA  | 2:09.38 |
| Brons  | Gelindo Bordin    | ITA  | 2:09.40 |
| 4      | Salvatore Bettiol | ITA  | 2:10.08 |
| 5      | Jesus Herrera     | MEX  | 2:11.15 |
| 6      | Nivaldo Filho     | BRA  | 2:12.23 |
| 7      | Osmiro da Silva   | BRA  | 2:12.50 |
| 8      | Steve Jones       | WAL  | 2:12.58 |
| 9      | Belayneh Densamo  | ETH  | 2:13.42 |
| 10     | Pat Petersen      | USA  | 2:14.02 |
| 11     | Gianni Truschi    | ITA  | 2:14.16 |
| 12     | Rustam Shagiev    | URS  | 2:14.39 |
| 13     | Art Boileau       | CAN  | 2:14.48 |
| 14     | Gianni Poli       | ITA  | 2:15.47 |
| 15     | John Campbell     | NZL  | 2:16.15 |
| 16     | Ernest Tjela      | RSA  | 2:16.19 |
| 17     | Yevgeniy Okorokov | UKR  | 2:16.25 |
| 18     | Kenichi Tsurusaki | JPN  | 2:16.35 |
| 19     | Karel David       | TCH  | 2:17.00 |
| 20     | Michel Constant   | FRA  | 2:17.03 |
| 21     | Ryszard Marczak   | POL  | 2:18.18 |
| 22     | William Foster    | ENG  | 2:19.06 |
| 23     | Ricardo Coellar   | USA  | 2:20.12 |
| 25     | Ulf Olsson        | SWE  | 2:20.38 |

### Vrouwen
| rang   | naam                | land | tijd    |
| ------ | ------------------- | ---- | ------- |
| Goud   | Ingrid Kristiansen  | NOR  | 2:25.30 |
| Zilver | Kim Jones           | USA  | 2:27.54 |
| Brons  | Laura Fogli         | ITA  | 2:28.43 |
| 4      | Kumi Araki          | JPN  | 2:30.00 |
| 5      | Dorthe Rasmussen    | DEN  | 2:32.18 |
| 6      | Zoja Ivanova        | URS  | 2:32.21 |
| 7      | Emma Scaunich       | ITA  | 2:32.25 |
| 8      | Gordon Bakoulis     | USA  | 2:33.01 |
| 9      | Ritva Lemettinen    | FIN  | 2:34.00 |
| 10     | Alena Peterkova     | CZE  | 2:34.22 |
| 11     | Ayumi Ishikura      | JPN  | 2:35.20 |
| 12     | Priscilla Welch     | ENG  | 2:36.15 |
| 13     | Margaret Groos      | USA  | 2:37.33 |
| 14     | Lisa Vaill          | USA  | 2:38.27 |
| 15     | Ellen Rochefort     | CAN  | 2:38.29 |
| 16     | Gillian Horovitz    | ENG  | 2:39.34 |
| 17     | Raisa Smekhnova     | BLR  | 2:39.38 |
| 18     | Alessandra Olivari  | ITA  | 2:41.57 |
| 19     | Agnes Sipka         | HUN  | 2:42.04 |
| 20     | Czeslawa Mentlewicz | POL  | 2:42.19 |
| 21     | Angella Hearn       | ENG  | 2:43.48 |
| 22     | Marta Visnyei       | HUN  | 2:45.30 |
| 23     | Bea Huste           | USA  | 2:45.57 |
| 24     | Tuija Toivonen      | FIN  | 2:46.48 |
| 25     | Emperatriz Wilson   | CUB  | 2:47.32 |

1970 ·
1971 ·
1972 ·
1973 ·
1974 ·
1975 ·
1976 ·
1977 ·
1978 ·
1979 ·
1980 ·
1981 ·
1982 ·
1983 ·
1984 ·
1985 ·
1986 ·
1987 ·
1988 ·
1989 ·
1990 ·
1991 ·
1992 ·
1993 ·
1994 ·
1995 ·
1996 ·
1997 ·
1998 ·
1999 ·
2000 ·
2001 ·
2002 ·
2003 ·
2004 ·
2005 ·
2006 ·
2007 ·
2008 ·
2009 ·
2010 ·
2011 ·
2012 · 
2013 ·
2014 ·
2015 ·
2016 ·
2017 ·
2018 ·
2019 ·
2020 · 
2021 ·
2022 ·
2023 ·
2024